# Michael Walsh (Musikkritiker)

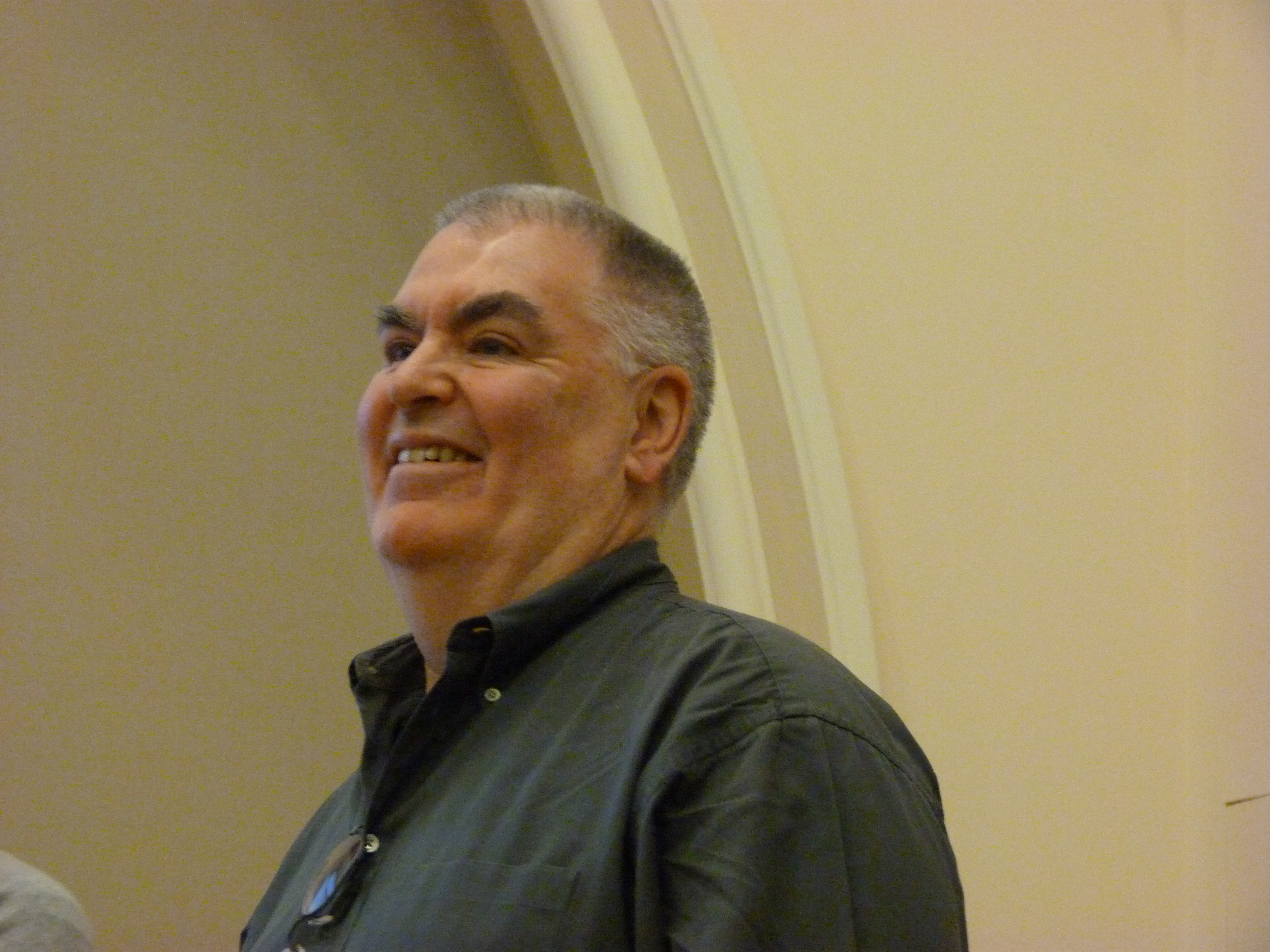
Michael Walsh (2015)

Michael Alan Walsh (* 23. Oktober 1949 im Camp Lejeune, North Carolina) ist ein US-amerikanischer Musikkritiker und Schriftsteller.

## Leben
Walsh wurde als Kind eines Militärs im Marine-Stützpunkt Camp Lejeune nahe Jacksonville geboren. Im Alter von 15 Jahren begann er sich mit klassischer Musik zu beschäftigen. Er studierte Komposition und Musikwissenschaft an der Eastman School of Music der University of Rochester, wo er 1971 mit dem Bachelor of Arts abschloss.
Walsh komponierte eine Klaviersonate und ein Streichquartett und gab Mitte der 1970er Jahre einige Klavierkonzerte, war aber hauptsächlich journalistisch tätig. Ab 1972 arbeitete er als Reporter für die Rochester Democrat and Chronicle. 1977 wurde er Musikkritiker des San Francisco Examiner. 1980 erhielt er für seine dortige Tätigkeit den ASCAP-Deems-Taylor-Award. Von 1981 bis 1997 war er als Klassik-Kritiker für das Time Magazine tätig. Dabei hatte er ab 1989 seinen Wohnsitz in München und verfasste Beiträge für Time International zu kulturellen Themen, die den Kontinent betrafen. In dieser Zeit schrieb er sowohl an einem Buch über die Zeit des Nationalsozialismus als auch an seinem ersten Roman.
Zu seinen Büchern gehören Carnegie Hall: The First One Hundred Years (1987), Who’s Afraid of Classical Music (1989), Andrew Lloyd Webber: His Life and Works (1989, überarbeitet 1997) und Who’s Afraid of Opera? (1994). Er schrieb die Romane Exchange Alley (1997), As Time Goes By (Folgeroman zum Film Casablanca (1942), 1998) und And All the Saints (2003). Vereinzelt schrieb er auch Drehbücher, unter anderem für die Filmkomödie Soldat Kelly.
Walsh lebt abwechselnd in Lakeville, Connecticut, und in County Clare, Irland.

## Werke (Auswahl)
- Andrew Lloyd Webber: der erfolgreichste Komponist unserer Zeit. Aus dem Englischen von Angelika Oberhof. Neff, Wien 1992, ISBN 3-7014-0309-0.
- Keine Angst vor klassischer Musik. Aus dem Amerikanischen von Corinna Steinach. Piper, München 1997, ISBN 3-492-22318-4.
- Keine Angst vor Opern. Aus dem Amerikanischen von Corinna Steinach. Piper, München 1997, ISBN 3-492-22317-6.
- Für immer Casablanca: Roman. Aus dem Amerikanischen von Wulf Bergner. Ullstein, München 2001, ISBN 3-548-25144-7.